# 향격
향격(向格, lative case, LAT) 또는 방향격(方向格)은 동작이 향하는 곳을 가리키는 문법적 격의 일종이다. 처격과 일치하기도 한다. 핀란드어, 에르자어, 모샤어, 초원 사미어와 같은 우랄어족이나 체즈어, 베즈타어, 크와르시어와 겉은 체즈어계열 언어, 라즈어나 라주리어와 같은 남캅카스어족 등에서 발견된다. 한국어나 일본어 등의 고립어에서도 발견된다.

## 예시

### 핀란드어
핀란드어에서 향격은 대개 구식이 되었지만, 많은 부사들에서 나타난다.
alas "아래로", kauas/kauemmas "멀리", pois "(going) away", and rannemmas “육지로”
향격조사는 대개 -s이다.
현대 핀란드어에서, 향격은 더 복잡한 위치격 체계에 대체되었고, 원래의 접미사 -s도 다른 향격이나 위치격 조사에 합쳐져 재내격, 탈외격, 향내격, 전환격으로 바뀌었다.

## 향외격
문법에서, 향외격(영어: Allative case/ˈælətɪv/; 축약 ALL; 라틴어 allāt-, afferre "~로 가져오다"에서 유래)는 위치격의 한 종류이다. 영어에서 allative라는 단어는 방향을 고려하지 않는 대다수 언어에서 향격과 동의어로 사용된다.

### 핀란드어
핀란드어(우랄어족)에서, 향외격은 다섯 번째의 위치격으로, "~위로"의 의미를 가진다. 핀란드어에서 이 격은  -lle로 나타난다. 다음은 이 예시이다.
pöydälle "식탁 위로".
또, 향외격은 "장소 근처에서"의 의미로 근접격의 보어로 쓰인다.
koululle "학교 근처까지".
시간의 경우에도 동일하게 사용된다.
... lähti ruokatunnille("... 점심 시간에").
몇몇 행동들은 이 격을 요구한다.
. kävely - mennä kävelylle "산책 - 산책을 가다".
이 격은 "to"나 "for"을 뜻하기도 한다.
minulle "내게/나를 위해"
핀란드어와 에스토니아어의 다른 위치격은 다음과 같다.
- 재내격 ("-안에")
- 탈외격 ("-밖으로")
- 향내격 ("-안으로")
- 근접격 ("-위에")
- 탈격 ("-로부터”)

### 발트어군 언어들
리투아니아어와 라트비아어에서는 향외격이 원시인구어에서 분기한 이후부터 쓰여 왔지만, 현대에는 거의 쓰이지 않고 있다. 리투아니아어에서 향외격은  -opi에서 축약된 -op를 통해 나타난다. 라트비아어에서 이는 -up에 해당한다. 두 현대어에서 향외격의 흔적은 부사가 된 몇몇 관용표현들에서 나타난다.  :리투아니아어 išėjo Dievop ("신에게 가다", 죽었다), velniop! ("지옥 같다!"), nuteisti myriop ("사형선고"), rudeniop ("가을로"), vakarop ("오후로"), Latvian mājup ("집으로"), kalnup ("언덕 위로"), lejup ("언덕 아래로"). 

### 그리스어
미케네 그리스어에서, -de가 향외격을 표시했다. e.g. te-qa-de, *Tʰēgʷasde, "테베로" (Linear B: 𐀳𐀣𐀆). 이 접사는 Athḗnaze와 같은 몇 고대 그리스어 단어에서 살아남았다. , from accusative Athḗnās + -de.

### 성서 히브리어
성서 히브리어에서 명사에 붙는 ה ָ– /-ɔh/ 접미사가 (he 또는 he locale)향외격으로서 기능했다.

### 영어
영어에서 접미사 -ward/-wards는 새로 신설되었으나 분포가 제한된 향외격으로 생각할 수 있다.  이 접미사는 몇 명사에서 파생되어 몇 형용사와 부사에서 행동의 방향을 나타낸다.

### Wanyi
소멸한 호주원주민언어 wanvi어에도 향외격이 있었다. xes -kurru/wurru.

### 라틴어
마을과 작은 섬의 대격은 향외격과 비슷한 방식으로 행동의 방향을 표지하는 데 쓰였다.

## 같이 보기
- 격
- 향내격

## 추가 문헌
- Karlsson, Fred (2018). 《Finnish - A Comprehensive Grammar》. London and New York: Routledge. ISBN 978-1-138-82104-0.
- Anhava, Jaakko (2015). “Criteria For Case Forms in Finnish and Hungarian Grammars”. 《journal.fi》. Helsinki: Finnish Scholarly Journals Online.